# Gladys Requena
Gladys Requena   (Estat Sucre, 9 de novembre de 1952) és una política veneçolana. Va ser electa Diputada Constituent en les eleccions de l'ANC el 30 de juliol de 2017.
També va ser diputada a l'Assemblea Nacional per l'Estat de Vargas per al període 2010-2016. Es separa del càrrec el 28 d'abril de 2015 després de ser designada ministra del Poder Popular per a la Dona i la Igualtat de Gènere pel president Nicolás Maduro, fins a ser substituïda per Blanca Eekhout a finals de 2016.

## Biografia
Requena es va traslladar a Vargas amb la seva família buscant una millor qualitat de vida. Va estudiar castellà i literatura a l'Institut Pedagògic de Caracas en 1977, i de dret laboral a la Universitat Central de Veneçuela el 1982.
Va ser diputada a l'Assemblea Nacional de l'Estat Vargas i presidenta de la Comissió Permanent parlamentària de Cultura i Recreació. També és una de les fundadores de l'Institut Regional per a les Dones de Vargas (IREMUJER) i de la Xarxa de Dones de Vargas el 1997, a més de membre de la comissió organitzadora de la Plataforma Unitària de Dones Revolucionàries el 2007 i de la comissió nacional per a la conformació del Front Nacional de Dones el 2009.
Requena ha estat delegada en diverses conferències de la Federació Democràtica Internacional de les Dones (WIDF), com la cimera del Fòrum de São Paulo a Caracas, 2012, el Comitè de direcció del WIDF a Brussel·les, 2009 i la Cinquena Conferència Regional del WIDF a Equador, 2009. Entre el 2011 i el 2014 va ser delegada de l'Assemblea Nacional a la Unió Interparlamentària en sis cimeres a la ciutat de Panamà, Berna, Kampala, Quebec i Ginebra. Va ser electa Diputada Constituent en les eleccions de l'ANC el 30 de juliol de 2017.
El president de Veneçuela Nicolás Maduro la va designar el 29 de juny de 2018 com a Presidenta de l'Institut Nacional de Serveis Socials (INASS).

## Honors
- 27 de juny. Ordre de segona classe. Ministeri d'Educació (1997).
- Ordre de les heroïnes veneçolanes. Presidència de la República (2009).
- Ordre de classe única Arminio Borjas. Federació de Col·legis d'Advocats (2009).